# Ravello
Ravello é uma comuna italiana da região da Campania, província de Salerno, com cerca de 2.506 habitantes. Estende-se por uma área de 7 km², tendo uma densidade populacional de 358 hab/km². Faz fronteira com Atrani, Gragnano (NA), Lettere (NA), Maiori, Minori, Scala, Tramonti.

## Demografia
| Variação demográfica do município entre 1861 e 2011                               |
|                                                                                   |
| Fonte: Istituto Nazionale di Statistica (ISTAT) - Elaboração gráfica da Wikipedia |

## Lugares de interesse turístico
- Centro Histórico de Ravello
  - Duomo (Catedral) de Ravello e Púlpito, executado em 1272 por Niccolò di Bartolomeo
  - Villa Cimbrone: Jardim, Belvedere e Terraço do Infinito (em italiano Terrazza dell'Infinito)
  - Villa Rufolo: Jardim e Torre maior
  - Auditorium Oscar Niemeyer